# Bornim

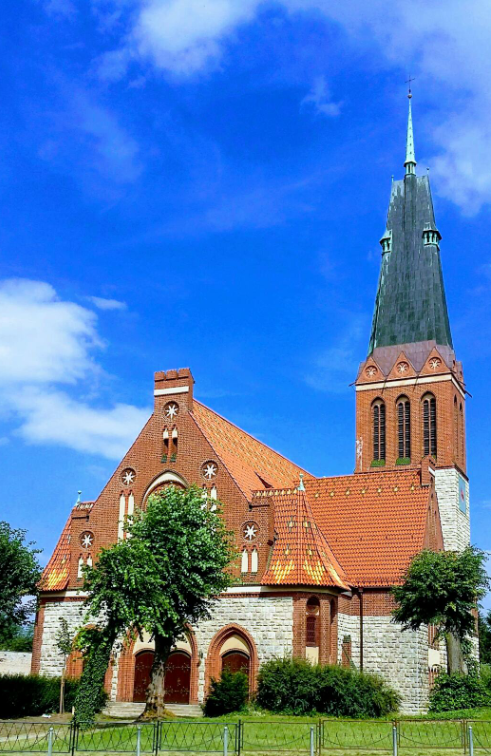
Bornimer Kirche

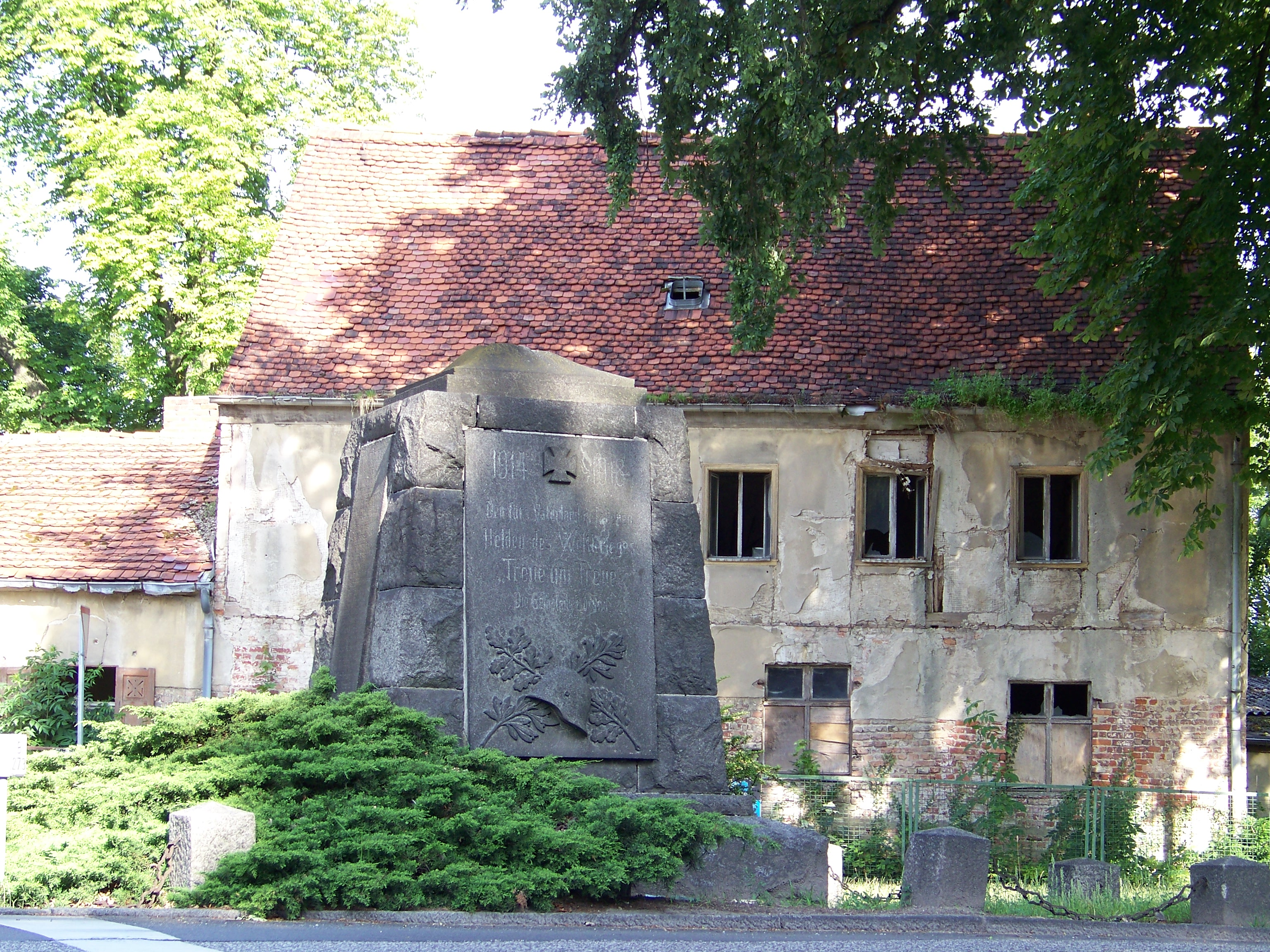
Denkmal für die Gefallenen des Ersten Weltkrieges in der Ortsmitte

Bornim ist ein Stadtteil der brandenburgischen Hauptstadt Potsdam und liegt in Potsdam-Nord angrenzend an die Ortsteile Bornstedt und Nedlitz an der B 273. Bornim hat 3.415 Einwohner (Stand 31. Dezember 2019).
Nördlich des Ortes verläuft der Sacrow-Paretzer-Kanal.

## Geschichte
Im Jahre 1335 wurde das Gut als Besitz der Groebens bezeichnet. Seit dem 14. Jahrhundert wechselte das Dorf häufig den Besitzer, so hatte Achim von Hake um 1435 das Lehen inne. Eine Linie dieses uradeligen Geschlechts nannte sich „Hack von Bornimb“, diese wurde dann auch in Österreich ansässig. 1663 wurde Bornim Domäne des Großen Kurfürsten, dieser legte dort 1664 einen Garten und 1672–1677 ein Lustschloss an. Das Lustschloss konnte man über die Tyrolergräben erreichen, welche künstlich angelegt vom Sacrow-Paretzer Kanal zum Schloss führten. Ab 1756 wurde das Schloss abgetragen. Das Fundament und die Tyrolergräben sind noch zum Teil erhalten. Friedrich II. und seine Nachfolger nutzten das Gelände für Militärmanöver. Die heutige Dorfkirche, erbaut von Ludwig von Tiedemann, wurde 1902 von Wilhelm II. eingeweiht. 1912 legte der Staudenzüchter Karl Foerster auf einem 5000 m² großen Acker in Bornim den Karl-Foerster-Garten an, der auch heute noch zu den Hauptsehenswürdigkeiten des Ortes gehört. 1935 wurde Bornim nach Potsdam eingemeindet.

## Verkehr
Über mehrere Buslinien ist Bornim mit der Potsdamer Innenstadt verbunden.
Durch den Ort führt die Bundesstraße 273, die eine schnelle Anbindung der Bundesautobahn 10 über die Ausfahrt Potsdam-Nord ermöglicht. Westlich von Bornim liegt die Bundesstraße 2.

## Sehenswertes
In der Ortsmitte erinnert ein Ehrenmal an die Gefallenen des Ersten Weltkriegs. Das Gelände des Karl-Foerster-Gartens ist heute Teil des Leibniz-Instituts für Agrartechnik Bornim, das von Sylvester Rosegger 1952 als Institut für Landtechnik ins Leben gerufen wurde. Bornim verfügt auch über ein von Rolf Göpfert erbautes Kulturhaus.
Die heutige Dorfkirche Bornim wurde 1902–03 anstelle einer Vorgängerkirche aus dem 15. Jahrhundert im neugotischen Baustil nach einem Entwurf von Ludwig von Tiedemann erbaut.

## Persönlichkeiten
- Wilhelm Foerster (1832–1921), Astronom
- Eduard Engel (1851–1938), Sprachreiniger
- Karl Foerster (1874–1970), Gärtner und Schriftsteller
- Kurt Opitz (1877–1958), Agrarwissenschaftler
- Ludwig-Wilhelm Ries (1891–1974), Agrarwissenschaftler
- Hermann Mattern (1902–1971), Landschaftsarchitekt
- Siegward Sprotte (1913–2004)
- Manfred Butzmann (* 1942), Grafiker
- Wilfried Stephan (* 1955), Kanute